# Vuelo 2605 de Western Airlines
El vuelo 2605 de Western Airlines del 31 de octubre de 1979, era un vuelo comercial con destino a la Ciudad de México, que culminó en una de las mayores tragedias aéreas de las que haya sido testigo el Aeropuerto Internacional de la Ciudad de México. La aeronave implicada era un avión McDonnell Douglas DC-10 que salió del Aeropuerto Internacional de Los Ángeles e impactó con dos vehículos que efectuaban labores de remozamiento en la pista de aterrizaje.

## Secuencia de eventos
El avión DC-10 con número de registro N903WA propiedad de la ya desaparecida compañía aérea Western Airlines salió de Los Ángeles a la 1:40 con destino a la Ciudad de México. La tripulación consistía de 11 personas dirigidas por:
- Piloto: Charles Gilbert 53 años de edad (Con una experiencia amplia comprobada)
- Primer Oficial: Ernest Richel
- Segundo Oficial: Daniel Walsh

La aeronave transportaba a 88 pasajeros. Las condiciones climáticas eran adversas ya que las dos pistas se encontraban cubiertas por un banco de niebla lo que limitaba el aterrizaje a ser conducido y guiado por tierra y a través de los instrumentos de la aeronave a una distancia mínima de 600 metros. Sin embargo, los tripulantes de la aeronave no contaban con que en ese momento se efectuaban labores de mantenimiento sobre la pista 23L por lo que quedaba como única opción la pista 23R para efectuar la maniobra de aterrizaje. A las 5:40 horas,  la Torre de control autorizó el aterrizaje en la pista 23R, pero el avión aterrizó incorrectamente en la 23L. El capitán Gilbert al percatarse de ello, a unos cuantos metros de donde se encontraba el equipo y maquinaria de que realizaba labores en la pista, ordenó un rápido ascenso con una inclinación de 10 a 11 grados para elevar de nuevo al avión, lamentablemente demasiado tarde, ya que el tren alcanzó a impactar a un camión de volteo que se encontraba presente, el tren se desprendió golpeando con fuerza al cuerpo de la nave causándole severos daños. Alterada la trayectoria el avión dio un ligero giro a la derecha provocando que el ala izquierda golpeara y arrancara la cabina de una máquina excavadora que también efectuaba maniobras ahí. Aun con el ímpetu del movimiento de despegue la nave se proyectó contra unas construcciones del mismo aeropuerto finalizando su recorrido 1500 metros adelante del umbral de la pista incendiándose instantáneamente.

## Rescate de las víctimas
Al percatarse del incidente los controladores de tránsito aéreo contactaron a los departamentos de Policía y Bomberos quienes se sumaron a los esfuerzos del Cuerpo de Rescate y Extinción de Incendios de la misma terminal aérea. El fuego duró 1 hora aproximadamente. El lugar del accidente fue acordonado y una vez extinto el fuego, los cuerpos de rescate se dieron a la tarea de localizar a posibles sobrevivientes. El número total de víctimas mortales se fijó en 72 personas que viajaban en el avión, incluyendo al capitán Gilbert y a otros 8 miembros de la tripulación, además de una única víctima mortal en tierra.

## Causas
En días posteriores al desastre aéreo personal del Servicio a la Navegación en el Espacio Aéreo Mexicano (SENEAM) efectuaron indagaciones en cuanto a los operadores de tráfico de la terminal aérea, la hoja de bitácora de vuelo y aterrizaje y la caja negra de la aeronave. Dentro de un ambiente de suspicacia por parte de los representantes de la Junta Nacional de Seguridad en el Transporte, la Administración Federal de Aviación,
Western Airlines Inc., McDonnell Douglas Aircraft Co., la Association of Flight Attendants y The Airlines Pilot Association. El dictamen emitido por las autoridades de la aeronáutica mexicana fue el de «error de piloto», cerrando así el caso. La transcripción de la conversación entre piloto y copiloto quedó latente como muestra de la posible falla.